# Santibáñez de Béjar
Santibáñez de Béjar é um município da Espanha na província de Salamanca, comunidade autónoma de Castela e Leão, de área 30 km² com população de 582 habitantes (2007) e densidade populacional de 20,71 hab/km².

## Demografia
| Variação demográfica do município entre 1991 e 2004 | Variação demográfica do município entre 1991 e 2004 | Variação demográfica do município entre 1991 e 2004 | Variação demográfica do município entre 1991 e 2004 |
| --------------------------------------------------- | --------------------------------------------------- | --------------------------------------------------- | --------------------------------------------------- |
| 1991                                                | 1996                                                | 2001                                                | 2004                                                |
| 757                                                 | 722                                                 | 649                                                 | 618                                                 |